# János Bán
Dans le nom hongrois Bán János, le nom de famille précède le prénom, mais cet article utilise l’ordre habituel en français János Bán, où le prénom précède le nom.
János Bán, né à Győr (Hongrie) le 4 octobre 1955, est un acteur hongrois, récipiendaire du prix Mari Jászai et de la distinction d'Artiste émérite (érdemes művész).

## Biographie
Diplômé en 1979 de l'École supérieure d'art dramatique et cinématographique de Budapest en spécialité art dramatique, il commence sa carrière au Théâtre national de Pécs, puis est membre à partir de 1980 du théâtre Kisfaludy (en) de Győr, et à partir de 1982 du théâtre Szigligeti de Szolnok. En 1983, il est membre fondateur de la compagnie du théâtre József Katona de Budapest, où il joue depuis lors. Il est récipiendaire du prix Mari Jászai en 1987.
Son jeu qui s'adapte aux styles les plus divers, sa gestuelle clownesque et son visage expressif font de lui une personnalité très reconnaissable du théâtre hongrois ; il a aussi joué dans de nombreux films. Il est également l'un des acteurs étrangers les plus appréciés en Tchéquie et en Slovaquie depuis qu'il a joué le rôle d'Otík dans le film Mon cher petit village de Jiří Menzel (1985).

## Filmographie partielle

### Au cinéma
- 1979 : Minden szerdán : István Csűrös
- 1980 : Koportos : le contremaître
- 1982 : Kabala : Zoli, mécanicien
- 1984 : Felhőjáték
- 1984 : Eszmélés
- 1985 : Mon cher petit village (Vesnicko má stredisková) de Jiří Menzel : Otík
- 1986 : Hajnali háztetők
- 1986 : Mamiblu
- 1986 : Falfúró : Géza
- 1987 : Víkend za milión : Emil Ambróz
- 1987 : Az utolsó kézirat
- 1988 : Álombalzsam
- 1988 : Küldetés Evianba : Agent secret américain
- 1988 : Double Détente (Red Heat) de Walter Hill : Officier
- 1989 : Kicsi, de nagyon erős : Béla
- 1989 : Béketárgyalás, avagy az évszázad csütörtökig tart
- 1989 : Tanmesék a szexről : Kéri Tamás (épisode "Szabad szombat")
- 1991 : Sztálin menyasszonya
- 1992 : Kutyabaj
- 1992 : Ördög vigye : Fritzwalter
- 1994 : A pártütők
- 1994 : Rúzs : Alyosha
- 1995 : A Brooklyni testvér : Laci, second de Gordon
- 1996 : Csajok : Tamás
- 1996 : Váratlan halál : (segment "Falfúró 2")
- 1997 : Modré z nebe : Jozef
- 1998 : Presszó : Gyilkos
- 1999 : Árnyékban
- 1999 : Visszatérés (Kicsi, de nagyon erős 2.)
- 2003 : Rinaldó : Rezső
- 2005 : Être sans destin (Sorstalanság) de Lajos Koltai : Apa
- 2006 : Mansfeld : Bán
- 2006 : Budakeszi srácok : Berecz Ede
- 2007 : Dolina : Kosztin
- 2007 : A Nap utcai fiúk : ÁVH Man
- 2008 : Rövid, de kemény... életem : le père de Kornél
- 2010 : Így, ahogy vagytok : Angelov
- 2011 : Ihlet : le peintre
- 2013 : Körök
- 2014 : Reggeli látogató : un homme
- 2014 : Vénusz, vezess! : Oncle Máté (Grandpa)
- 2015 : Liza, a rókatündér : crève-cœur
- 2015 : Argo 2 : Frici

### À la télévision
- 1995 : Crime impuni de Péter Gárdos

## Distinctions
- 1987 : prix Mari Jászai